# Birgit Sippel
Birgit Sippel (Bochum, 29 de janeiro de 1960) é uma política alemã que atua como membro do Parlamento Europeu (MPE), desde 2009. É membro do Partido Social Democrata (SPD), parte do Partido Socialista Europeu (PSE).

## Carreira antes da política
Formou-se como correspondente internacional e trabalhou na administração de uma empresa metalúrgica. Mais tarde, chefiou o escritório regional de um eurodeputado.

## Carreira política

### Anos inicias
Em 1982, juntou-se à "Juventude Socialista da Alemanha Die Falken", pertencente ao "International Falcon Movement". Nesse mesmo ano, também se filiou ao Partido Social-Democrata da Alemanha (SPD) e logo se envolveu na filial local do partido, no bairro de Neheim, Arnsberg. Em 1983, ingressou no Sindicato da Indústria Metalúrgica (IG Metall), no qual atuou como representante dos funcionários. De 1994 a 2004, ela atuou como membro do conselho de Arnsberg para o SPD.
De 1996 a 2010, além de seu compromisso local, foi membro do Conselho Nacional do SPD. Desde 2010, é membro do conselho e da direção do partido no estado da Renânia do Norte-Vestfália sob a liderança da presidente Hannelore Kraft.

### Membro do Parlamento Europeu
No Parlamento Europeu, foi membro titular da Comissão de Liberdades Civis, Justiça e Assuntos Internos (European Parliament Committee on Civil Liberties, Justice and Home Affairs, LIBE), na qual assumiu o cargo de coordenadora do grupo da Aliança Progressista dos Socialistas e Democratas (S&D) após sua reeleição, em 2014.
Na LIBE, esteve envolvida em diversos tópicos, abordando questões de privacidade e proteção de dados, como por exemplo, o "Programa de rastreamento de finanças terroristas" (Terrorist Finance Tracking Program, TFTP), no registro de nomes de passageiros (Passenger name record, PNR), mas também em questões como a política de asilo da União Europeia (UE) e a migração e o espaço Schengen. Em 2020, foi indicada relatora do Parlamento sobre a legislação que combate o abuso sexual infantil online. Além disso, esteve envolvida no avanço da cooperação policial e judiciária a nível da UE (Espaço de Liberdade, Segurança e Justiça, Area of freedom, security and justice, AFSJ), apoiando a adoção de várias diretivas sobre garantias processuais. Atuou na EMPL em questões como os contratos públicos, na "Diretiva do Tempo de Trabalho" e na "Diretiva dos Trabalhadores por Projetos".
Além de suas atribuições no Comitê, é membro do Intergrupo do Parlamento Europeu sobre os Direitos LGBT e do Intergrupo do Parlamento Europeu sobre o Saara Ocidental.